# Atsipades Coraciás
Atsipades Coraciás (em grego: Ατσιπάδες Κορακιάς; romaniz.: Atsipádes Korakiás) é o sítio arqueológico de um antigo "santuário de pico" minoico da parte central-ocidental da ilha de Creta, Grécia. Situa-se a 682 metros de altitude, aproximadamente 600 metros a sudoeste da  aldeia de Atsipades, no cimo de um monte que faz parte da serra de Kouroupas, cujas montanhas mais altas se situam imediatamente a sul. O santuário foi usado desde o Minoano Antigo III (2 200–2 000 a.C.) até ao Minoano Médio II (1 800–1 700 a.C.).
A aldeia moderna de Atsipades encontra-se a cerca de 400 metros de altitude, a cerca de 25 km a sul de Retimno por estrada. Faz parte da comunidade de Koxare, que por sua vez integra a unidade municipal de Foinikas, do município de Ágios Vasíleios e da unidade regional de Retimno.

## Arqueologia
Atsipades Coraciás foi identificado como um "santuário de pico" em 1986. O sítio foi escavado em 1989 pelo Atsipadhes Korakias Peak Sanctuary Project, sob a direção de Alan Peatfield, então curador da secção de Cnossos da Escola Britânica de Atenas, atualmente na University College Dublin, Irlanda.
Os achado incluem espiras de rocas de fiar em cerâmica, numerosas estatuetas em barro de figuras humanas e de animais, lâmpadas de barro e altares em cerâmica e um grupo de peças que originalmente se pensou serem representações de falos humanos circuncidados e que foram depois identificados como representações de braços humanos com mangas.
As figuras votivas de animais são sobretudo de gado bovino. Os assentamentos encontrados por uma equipa de levantamento arqueológico perto do vizinho vale de Ágios Vasileios sugerem que o santuário serviu uma comunidade rural de quintas e aldeias.